# Johannes Gottschick

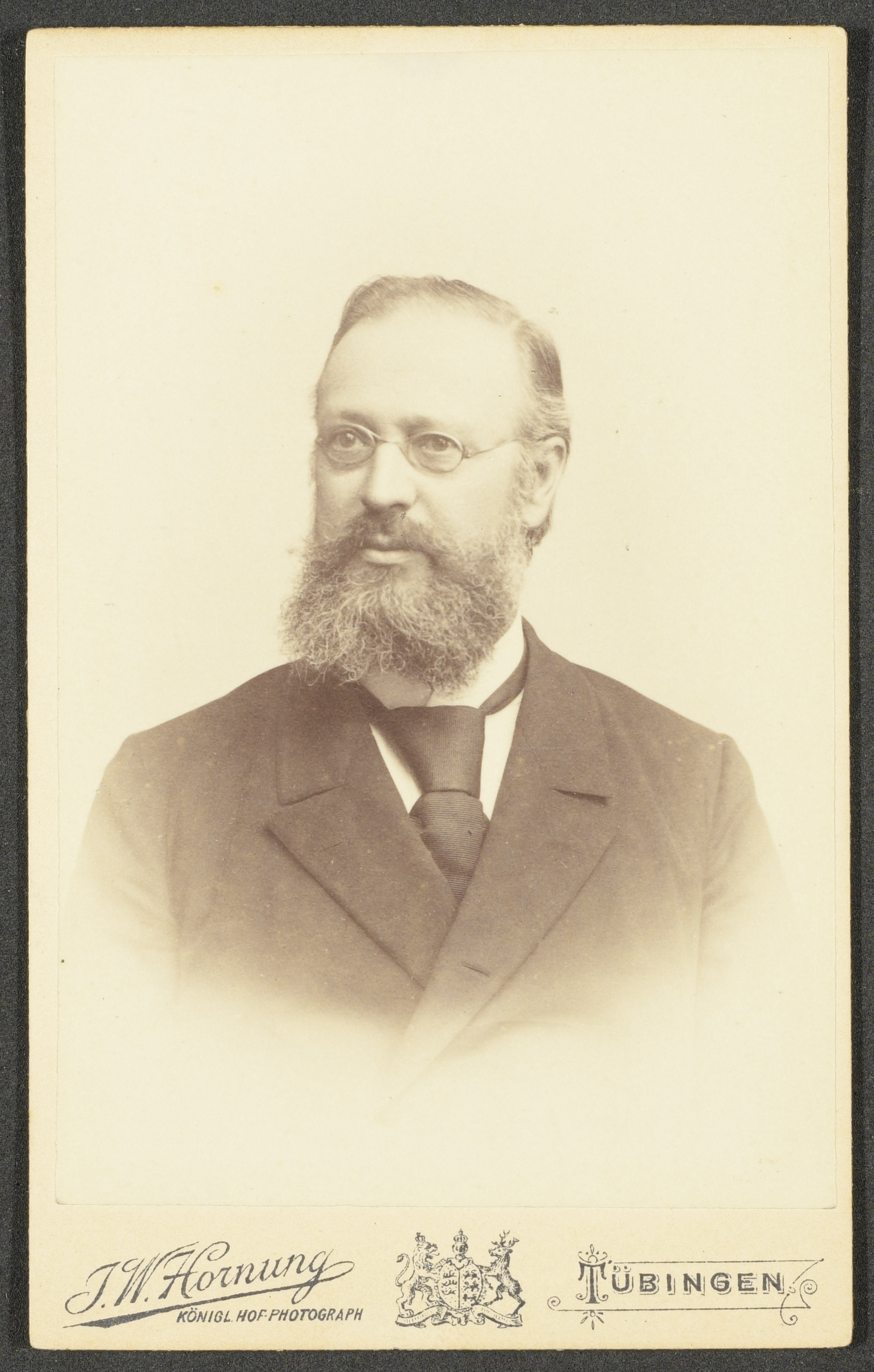
Porträt von Johannes Gottschick, ca. 1900 (Fotograf: Julius Wilhelm Hornung, Tübingen), Original im Landeskirchlichen Archiv Stuttgart, AS 1, Nr. 152

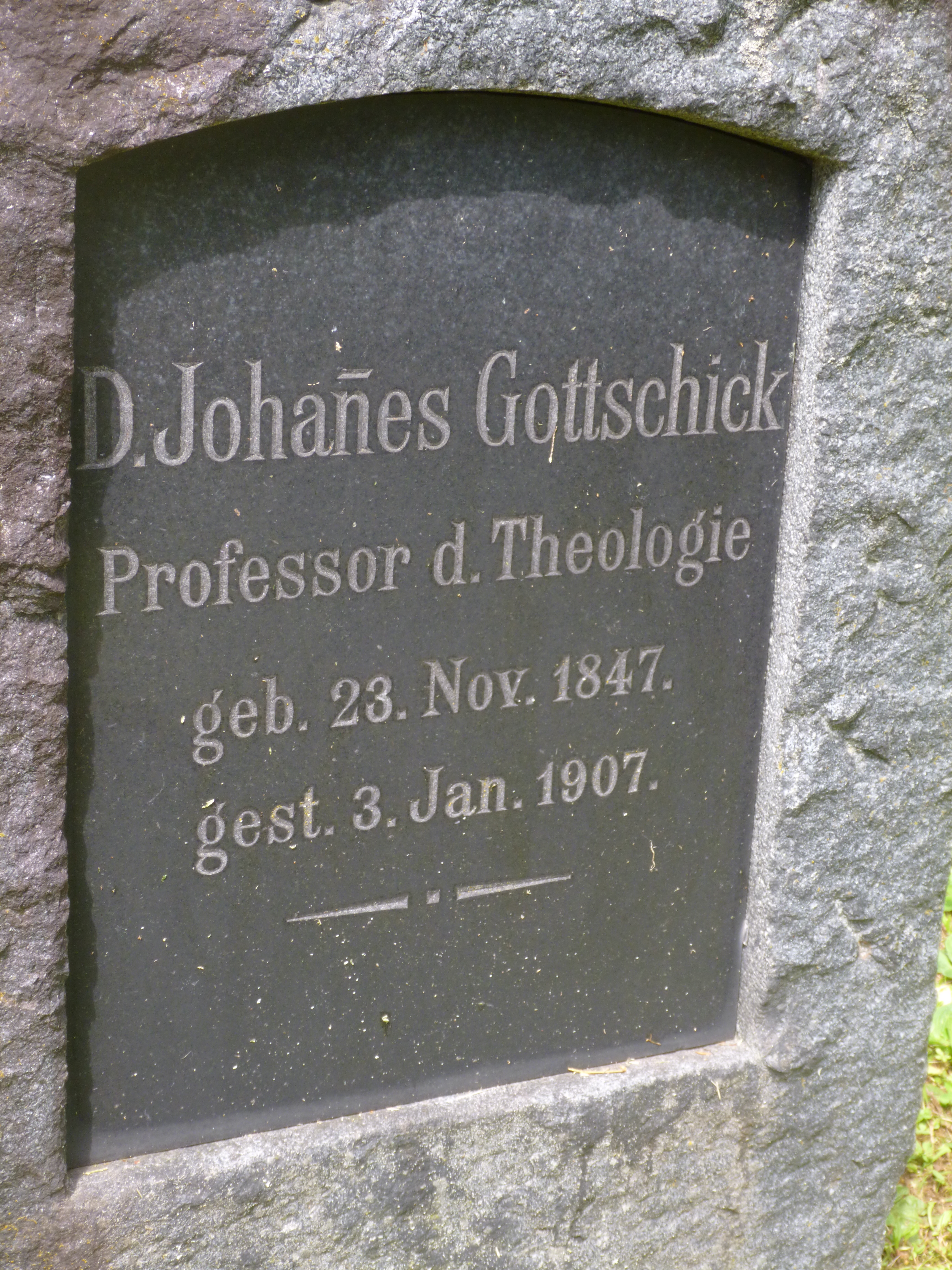
Stadtfriedhof Tübingen

Johannes Gottschick (* 23. November 1847 in Rochau; † 3. Januar 1907 in Tübingen) war ein deutscher evangelischer Theologe.

## Leben
Gottschick war der Sohn des Rochauer Pfarrers gleichen Namens, der von 1846 bis 1858 in Rochau tätig war. Nach dem Besuch des Stendaler Gymnasiums und dem Theologiestudium in Erlangen und Halle sowie dem Besuch des Kandidatenkonvikts in Magdeburg (1870/71) lehrte er mehrere Jahre im höheren Schuldienst. Von 1878 bis 1882 wirkte Gottschick als Geistlicher Inspektor am Pädagogium Kloster Unser Lieben Frauen.
Anschließend nahm er seinen Ruf als Professor in Gießen (1891 Rektor) und Tübingen an. Seit 1891 gab er die Zeitschrift für Theologie und Kirche heraus, an deren Spitze er bis 1906 stand, ferner arbeitete er an der Theologischen Literaturzeitung (Herausgeber Albrecht Ritschl) mit.
Sein Hauptwerk veröffentlichte Gottschick 1890: Die Kirchlichkeit der sogenannten kirchlichen Theologie.

## Werke (Auswahl)
- Kant*s Beweis für das Dasein Gottes. Lebinsky, Torgau 1878.
- Luther als Katechet. Ricker, Gießen 1883.
- Der evangelische Religionsunterricht in den oberen Klassen höherer Schulen. Halle 1886.
- Luther's Anschauungen vom christlichen Gottesdienst und seine thatsächliche Reform desselben. Gießen 1887.

- Die Kirchlichkeit der sogenannten kirchlichen Theologie. Mohr, Freiburg i. B. 1890.
- Die Bedeutung der historisch-kritischen Schriftforschung für die evangelische Kirche. Mohr, Freiburg i. B. 1893.
- Die Lehre der Reformation von der Taufe. Mohr, Tübingen 1906.

- Ethik. Mohr, Tübingen 1907.

- Homiletik und Katechetik. Mohr, Tübingen 1908.